# Обдурений наречений
«Обдурений наречений, або Суперництво трьох жінок через одного коханого» (італ. «Lo sposo deluso, ossia La rivalità di tre donne per un solo amante») — опера буфа на 2 дії австрійського композитора Вольфганга Амадея Моцарта на лібрето невідомого італійського поета. Опера не була закінчена і ніколи не виконувалася; існує лише короткий (двадцятихвилинний) фрагмент I акта.

## Історія створення
Влітку 1783 р. Моцарт отримує від якогось італійського поета (імовірно, це був абат Лоренцо да Понте) лібрето, що являло собою переробку лібрето поставленої в 1780 р. в Римі опери Доменіко Чімарози «Двоє суперників». Моцарт погоджується скласти оперу для італійської трупи у Відні. Причини, що завадили композиторові, точно не відомі, але існує припущення, що виникли труднощі з адаптацією лібрето для віденської сцени, а також початок роботи над оперою «Весілля Фігаро».

## Сюжет
Дія відбувається на віллі на березі моря неподалік Ліворно.
Благородна римлянка Евдженія закохана в Дона Асдрубале. Але, повіривши в те, що її коханий загинув на війні, погодилася стати дружиною багатого Бокконіо Паппареллі. Несподівано Дон Асдрубале повертається в Ліворно. Метільда і Беттіна, суперниці Евдженії, намагаються очорнити її в очах коханого. Але все вирішується щасливо: Паппареллі повинен відмовитися від нареченої, і Евдженія стає дружиною Дона Асдрубале, Беттіна ж виходить заміж за Пулькеріо, а Метільда — за Джервазіо.

## Дійові особи
| Бокконіо Паппареллі, дурень-багач, наречений Євдженії                             | бас     |
| Евдженія, юна дворянка з Риму, наречена Паппареллі, але закохана в Дона Асдрубале | сопрано |
| Дон Асдрубале, тосканський офіцер                                                 | тенор   |
| Беттіна, юна племінниця Паппареллі, також закохана в Дона Асдрубале               | сопрано |
| Пулькеріо, один Паппареллі, жінконенависник                                       | тенор   |
| Джервазіо, опікун Евдженії, закоханий у Метільду                                  | бас     |
| Метильда, співачка і танцівниця, подруга Беттіни, також закохана в Дона Асдрубале | сопрано |

## Існуючі фрагменти
- Увертюра
- Квартет Ah, ah che ridere! (Пулькерио, Паппареллі, Беттіна, Дон Асдрубале)
- Арія Nacqui all’aria trionfale (Евдженія)
- Арія Dove mai trovar quel ciglio? (Пулькеріо)
- Терцет Che accidenti! (Паппареллі, Дон Асдрубале, Евдженія)

## Спроби реконструкції
- У 1867 р. Віктор Вайлдер представив у Парижі спектакль «Паризькі фантазії», де були зібрані номери з опер «Обдурений наречений» і «Каїрський гусак», а також складені Моцартом вставні номери для опери Франческо Б'янки «Викрадена селянка» (KV 479 і 480)[2].
- У 1951 р. Ганс Ерісман, об'єднавши номери з опер «Обдурений наречений» і «Каїрський гусак» з дванадцятьма вставними аріями і ансамблями Моцарта, поставив у Цюриху оперу «Повернення Дона Педро» з текстами Оскара Вельтерліна і Вернера Галессера.[3]
- У 2005 р. композитор Ганс Юккерт і лібретист Анна Бергамо з'єднали дві незакінчені опери Моцарта («Обдурений наречений» і «Каїрський гуска») і доповнили відсутній матеріал, використовуючи ескізи Моцарта, склавши, таким чином, дві одноактні опери, вперше виконані в Москві в 2006 р.[4]

## Дискографія
- 1975 — Лондонський симфонічний оркестр, дир. Колін Дейвіс — Роберт Тир, Кліффорд Грант, Ілеана Котрубас, Ентоні Рольф Джонсон, Фелісіті Палмер
- 1995 — Оркестр Камерної опери Антверпена, дир. Ганс Ротман —Герман Бекерт, Іоан Міку, Леоні Шен, Бергхардт Лоонен, Гретьє Антоні
- 2006 — Оркестр Зальцбурзька Камерата, дир. Міхаель Гофштеттер — Маріса Мартінс, Малін Гартеліус, Джозеф Вагнер, Мільєнко Турк, Джеремі Овенден